# Lenzite des clôtures
Gloeophyllum sepiarium
Espèce
Le lenzite des clôtures ou Polypore des clôtures ou Gloeophylle des haies (Lenzites sepiaria/Gloeophyllum sepiarium) est un champignon lignivore qui cause la pourriture cubique.

## Description

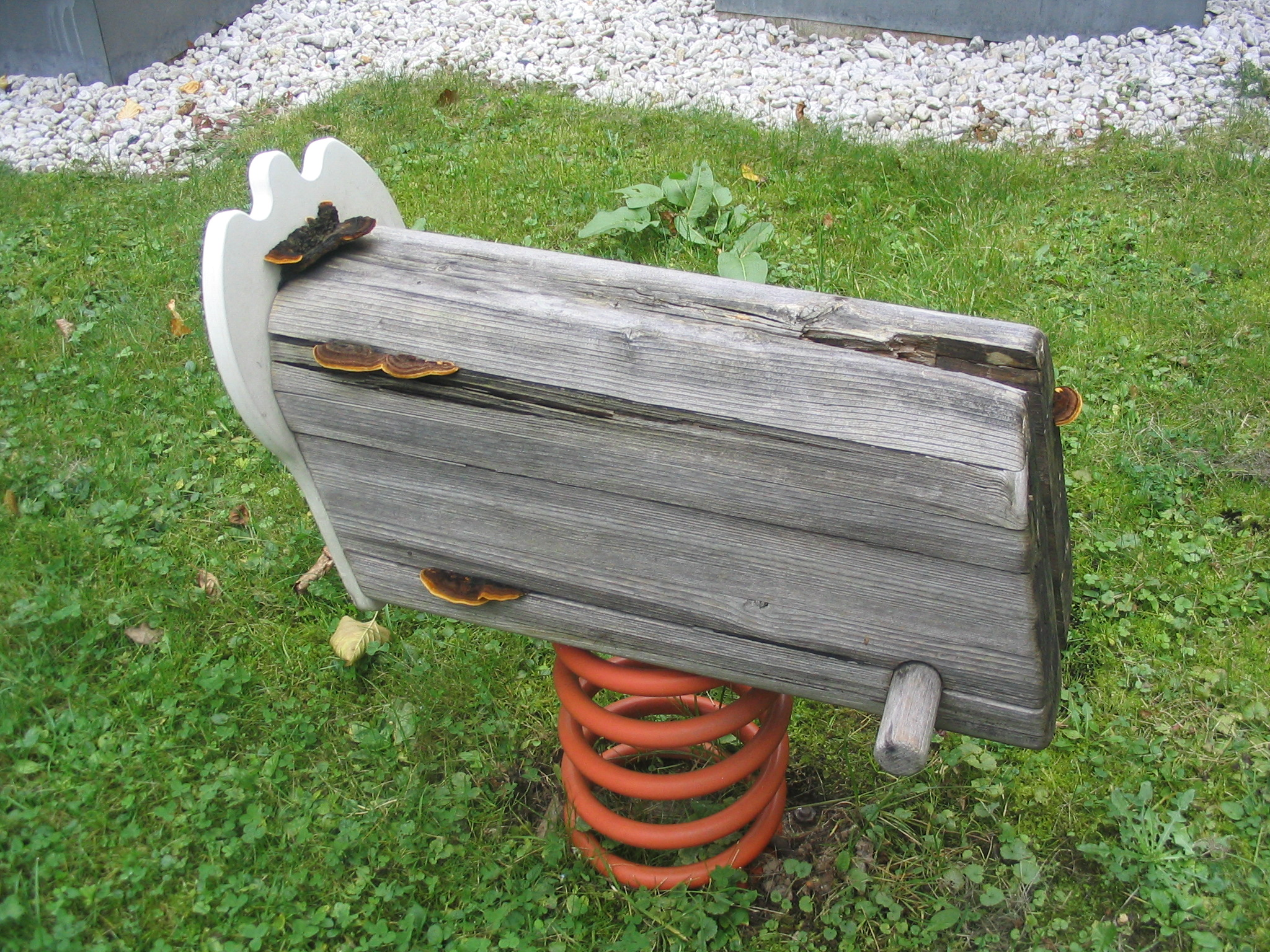
Balançoire contaminée par le lenzite des poutres.

Le mycélium est superficiel, jaune ou brunâtre et se présente en masses cotonneuses.
Le carpophore se présente sous la forme de petites consoles jaunes ou orange à l'état frais, dont le dessus est roux et duveteux.
Conditions de développement :
- température : résiste aux hautes températures, optimum de 32 à 34 °C ;
- humidité du bois : peut se développer dans des bois dont l'humidité dépasse 50 %, mais résiste dans les bois secs (en dessous de 20 %) ;
- se développe principalement sur les résineux (plus rarement sur les feuillus) et décompose l'aubier et le duramen.

On trouve fréquemment le lenzite des poutres en extérieur sur les barrières, poteaux, etc. Il est capable de résister à de grandes variations d'hygrométrie.